# Sondermarke (Band)
Sondermarke ist eine deutsche Indie-Rock-Band aus Schweinfurt.

## Geschichte
Ihren Ursprung hat die unterfränkische Band in einem namenlosen Projekt des Sängers und Gitarristen Bernhard Wegner-Schmidt, aus dem sich das Konzept für „Sondermarke“ entwickelt hat. Der Name der Gruppe leitet sich von einem gleichnamigen Instrumental-Album ab, das Wegner-Schmidt 2011 veröffentlichte. Die Gründung als Band erfolgte Anfang 2018 mit ursprünglich sechs Mitgliedern, die Violinistin und der Cellist traten kurz darauf bei. Ein Teil der Musiker blickt auf Erfahrungen in anderen Gruppen zurück: Bei Wegner-Schmidt und Schlagzeuger Tobias Götz ist es Tagtraum und bei Bassist Simon Friedrich The Ghost Rockets, bei Saxofonistin Lis Schilhan und Trompeter Julian Pfister sind es Funk- und Jazzbands und bei Violinistin Verena Stöhlein eine Folk-Band.
Im Juni 2018 nahm die Band im Audiolodge-Studio die EP Raumschiff auf und veröffentlichte sie im Selbstverlag. Im März 2019 folgten an selber Stelle die Aufnahmen für das Debütalbum Punkt und Komma, das am 26. Juli bei Lala Schallplatten erschien. Aufgrund der Beschränkungen durch die Corona-Pandemie musste ein für April 2020 geplanter Termin im Musikstudio abgesagt werden und die einzelnen Bandmitglieder nahmen stattdessen die Single Rucksack voller Steine individuell im Homerecording auf.
Im Juni 2019 wurde die Band im Deutschlandfunk Kultur in der Rubrik „Soundscout“ der Sendung „Tonart“ vorgestellt. Bei der 38. Auflage des Deutschen Rock & Pop Preises 2020 gehörte die Band zu den Preisträgern.
Im Juli 2021 veröffentlichte die Band ihren Titel „Unperfektion“, welcher von Diversität, Toleranz und Inklusion in der Gesellschaft handelt. Synonym dafür wurde die Hauterkrankung Vitiligo thematisiert. Die Single und das zugehörige Musikvideo wurden vom deutschen Vitiligobund, der AOK Bodycheck und vielen Betroffenen unterstützt.

## Stil
In einem Interview erklärte Sänger und Gitarrist Schmidt-Wegner, dass die Spanne der musikalischen Einflüsse der acht Musiker „von Punk bis Klassik“ reiche und er sich mit der Band „im Genre Indie-Rock zuhause“ fühlt. Ein Rezensent des Ox-Fanzines bezeichnete den Stil als „Pop, enthusiastisch dargeboten, schön und einen Hauch zu glatt“.

## Diskografie
Alben
- 2019: Punkt und Komma (Lala Schallplatten)
- 2023: Von dunkel bis kopfüber (Seegang Musikverlag)

EPs
- 2018: Raumschiff (Selbstverlag)

Singles
- 2020: Rucksack voller Steine (Selbstverlag)
- 2020: Praedator (Selbstverlag)
- 2021: Module (Selbstverlag)
- 2021: Unperfektion (Selbstverlag)
- 2021: Arsch der Galaxie (Selbstverlag)
- 2022: Ufer und See (Seegang Musikverlag)
- 2024: Villa (MPN Musikverlag, Samsonido Musikverlag, 41065 Musikverlag)
- 2024: Blauwalherz (MPN Musikverlag, Samsonido Musikverlag, 41065 Musikverlag)

Beiträge zu Kompilationen
- 2020: Ox Compilation #148 (Lied Rotweinflecken)